# Renia exserta
Renia exserta là một loài bướm đêm trong họ Noctuidae.